# Ken Uehara
Ken Uehara (上原 謙?, Uehara Ken), pseudonimo di Kiyoaki Ikehata (池端 清亮?, Ikehata Kiyoaki); Tokyo, 7 novembre 1909 – Tokyo, 23 novembre 1991) è stato un attore giapponese.

## Biografia
Nativo di Tokyo, completò i propri studio presso l'Università Rikkyō. Apparve in oltre 150 film tra il 1935 e il 1990. Fu noto al grande pubblico per le sue interpretazioni nei film Aizen katsura (1938), Marito e moglie (1953) e Tsuma (1953). Nel 1953 prese parte al film Entotsu no mieru basho, presentato in concorso alla 3ª edizione del Festival di Berlino, dove si aggiudicò il Premio Speciale del Senato di Berlino.

### Vita privata
Fu sposato dapprima con Masami Ōbayashi e dal 1936 al 1970 con l'attrice Yoko Kozakura. Con quest'ultima ebbe due figli: Ryoko Ikehata e Yūzō Kayama, attore e cantante. 

## Filmografia parziale
- Arigatō-san (有りがたうさん), regia di Hiroshi Shimizu (1936)
- La ragazza che cosa ha dimenticato? (淑女は何を忘れたか?, Shukujo wa nani wo wasureta ka), regia di Yasujirō Ozu (1937)
- Aizen katsura (愛染かつら), regia di Hiromasa Nomura (1938)
- Okayo no kakugo (お加代の覚悟), regia di Yasujirō Shimazu (1939)
- Yotsuya kaidan (四谷怪談), regia di Keisuke Kinoshita (1949)
- Il ritratto della signora Yuki (雪夫人絵図?, Yuki fujin ezu), regia di Kenji Mizoguchi (1950)
- Le sorelle Munekata (宗方姉妹?, Munekata kyoudai), regia di Yasujirō Ozu (1950)
- Meshi (めし), regia di Mikio Naruse (1951)
- Marito e moglie (夫婦?, Fūfu), regia di Mikio Naruse (1953)
- Tsuma (妻), regia di Mikio Naruse (1953)
- Entotsu no mieru basho (煙突の見える場所), regia di Heinosuke Gosho (1953)
- Una tragedia giapponese (日本の悲劇?, Nihon no higeki), regia di Keisuke Kinoshita (1953)
- Il suono della montagna (山の音?, Yama no oto), regia di Mikio Naruse (1954)
- Bangiku (晩菊), regia di Mikio Naruse (1954)
- Yoru no kawa (夜の蝶), regia di Kōzaburō Yoshimura (1956)
- Hyōheki (氷壁), regia di Yasuzō Masumura (1958)
- Arakure (あらくれ), regia di Mikio Naruse (1957)
- Musume tsuma haha (娘・妻・母), regia di Mikio Naruse (1960)
- Mothra (モスラ?, Mosura), regia di Ishirō Honda (1961)
- L'ultima guerra (世界大戦争?, Sekai daisensō), regia di Shūei Matsubayashi (1961)
- Gorath (妖星ゴラス?, Yosei Gorasu), regia di Ishirō Honda (1962)
- Atragon (海底軍艦?, Kaitei gunkan), regia di Ishirō Honda (1963)
- Toki o kakeru shōjo (時をかける少女), regia di Nobuhiko Ōbayashi (1983)
- L'attrice (映画女優?, Eiga joyū)), regia di Kon Ichikawa (1987)